# Thomas Idel
Thomas Idel (* 5. April 2000) ist ein deutscher Fußballspieler, der ab Sommer 2025 beim Landesligisten Ahrweiler BC unter Vertrag steht.

## Karriere
Nach seinen Anfängen in der Jugend der SV Deutz 05 Ende 2004 wechselte Idel mehrfach in die Jugendabteilungen der 1. Jugend-Fußball-Schule Köln, des FC Rheinsüd Köln, des SV Bergisch Gladbach 09 und des SC Fortuna Köln. 
Zur Saison 2019/20 bestritt er seine ersten Spiele im Seniorenbereich erneut für die SV Deutz 05 in der Mittelrheinliga. In insgesamt 20 Spielen kam der offensive Mittelfeldspieler in den nächsten drei Spielzeiten zum Einsatz, ehe ihn ein Kreuzbandriss im August 2021 den Rest der Saison verpassen ließ. Nach Spielen in der Landesliga 2022, wechselte Idel im Sommer 2023 wieder zum SV Bergisch Gladbach 09 in die Mittelrheinliga. Mike Wunderlich hatte dort das Amt des Trainers übernommen. Nach starken Leistungen in der Hinrunde unterschrieb Idel zur Rückrunde im Winter 2024 seinen ersten Profivertrag bei Viktoria Köln in der 3. Liga. Thomas ist ein Straßenkicker von der Schäl Sick, wohnt hier um die Ecke. Wir haben ihn schon länger im Auge, ich traue ihm – auch wenn er noch nicht höherklassig gespielt hat – viel zu. So einen Spieler findet man nicht oft., sagte Stephan Küsters, sportlicher Leiter von Viktoria Köln über seine Verpflichtung.
Idel kam zu seinem ersten Einsatz im Profibereich, als er am 21. Februar 2024, dem nachgeholten 21. Spieltag, bei der 2:5-Heimniederlage gegen 1. FC Saarbrücken in der Startformation stand. Nach 10 Einsätzen in der 3. Liga für Viktoria Köln, wurde sein Vertrag zum 31. Januar 2025 aufgelöst.
Idel kehrte daraufhin erneut zur SV Deutz 05 zurück und wird bis Sommer 2025 für den Landesligisten auflaufen. Zur Spielzeit 2025/26 wechselt er zum Ahrweiler BC, wo Mike Wunderlich ab Juli 2025 das Traineramt übernimmt. Idel und Wunderlich arbeiteten bereits zuvor bei Bergisch Gladbach 09 zusammen.

## Erfolge
- Mittelrheinpokal-Sieger: 2025 mit Viktoria Köln